# Juliana Awada
Juliana Awada (Villa Ballester, 3 de abril de 1974) es una diseñadora y empresaria textil argentina. Fue primera dama por su matrimonio con Mauricio Macri, presidente de la Nación Argentina desde 2015 hasta 2019.

## Biografía

### Primeros años
Nació en Villa Ballester, provincia de Buenos Aires el 3 de abril de 1974, hija de Abraham Awada, un inmigrante libanés musulmán oriundo de Baalbek y Elsa Esther Baker Yessi, hija de inmigrantes sirios también musulmanes. Sus hermanos son los también empresarios Zoraida y Daniel Awada, el actor Alejandro Awada y la artista plástica Leila Awada.

### Vida adulta
Tras finalizar sus estudios secundarios en el Chester College, colegio de educación bilingüe ubicado en el barrio de Belgrano, donde funda la empresa textil Awada, forjada por sus padres desde la década de los sesenta y que actualmente tiene presencia en todo el país, además de Chile y Uruguay.
En 1997, contrajo matrimonio con Gustavo Capello de quien se divorció un año después. Más tarde, entabló una relación con el belga Bruno Laurent Barbier. A pesar de haber vivido juntos durante casi diez años, nunca se casaron, pero tuvieron una hija a la que llamaron Valentina, quien nació el 12 de febrero de 2003.
Juliana conoció a su actual esposo, Mauricio Macri, en un gimnasio ubicado en Barrio Parque. Tenían amigos en común y comenzaron su relación en 2009. Contrajeron matrimonio el 16 de noviembre de 2010 en el complejo Costa Salguero y fruto de esa unión nació su segunda hija y cuarta de su esposo, Antonia, el 11 de octubre de 2011.
Juliana, cuyos dos padres eran musulmanes seculares, se bautizó en 2014, siendo la madrina su hermana mayor católica practicante, Claudia Zoraida. En una ocasión afirmó que su padre «nunca le impuso nada» a ninguno de sus hijos.

### Primera dama de la Nación Argentina
En los comicios celebrados el 25 de octubre de 2015, Mauricio Macri, candidato de la alianza Cambiemos, formada por Propuesta Republicana, la Unión Cívica Radical y la Coalición Cívica ARI, resultó segundo con el 34,33% de los votos, en balotaje, Macri se impuso con el 51,34% de los votos, convirtiéndose en el sucesor de Cristina Kirchner y Awada, consecuentemente, en primera dama.
Awada realizó su primer viaje internacional como primera dama a Davos (Suiza), para acompañar a su marido al Foro Económico Mundial. Allí se reunió junto al presidente con Máxima de los Países Bajos y Mark Rutte, el primer ministro neerlandés y el 27 de febrero se reunió con el papa Francisco en la Ciudad del Vaticano y acompañó a su esposo en la visita al presidente italiano Sergio Mattarella. 

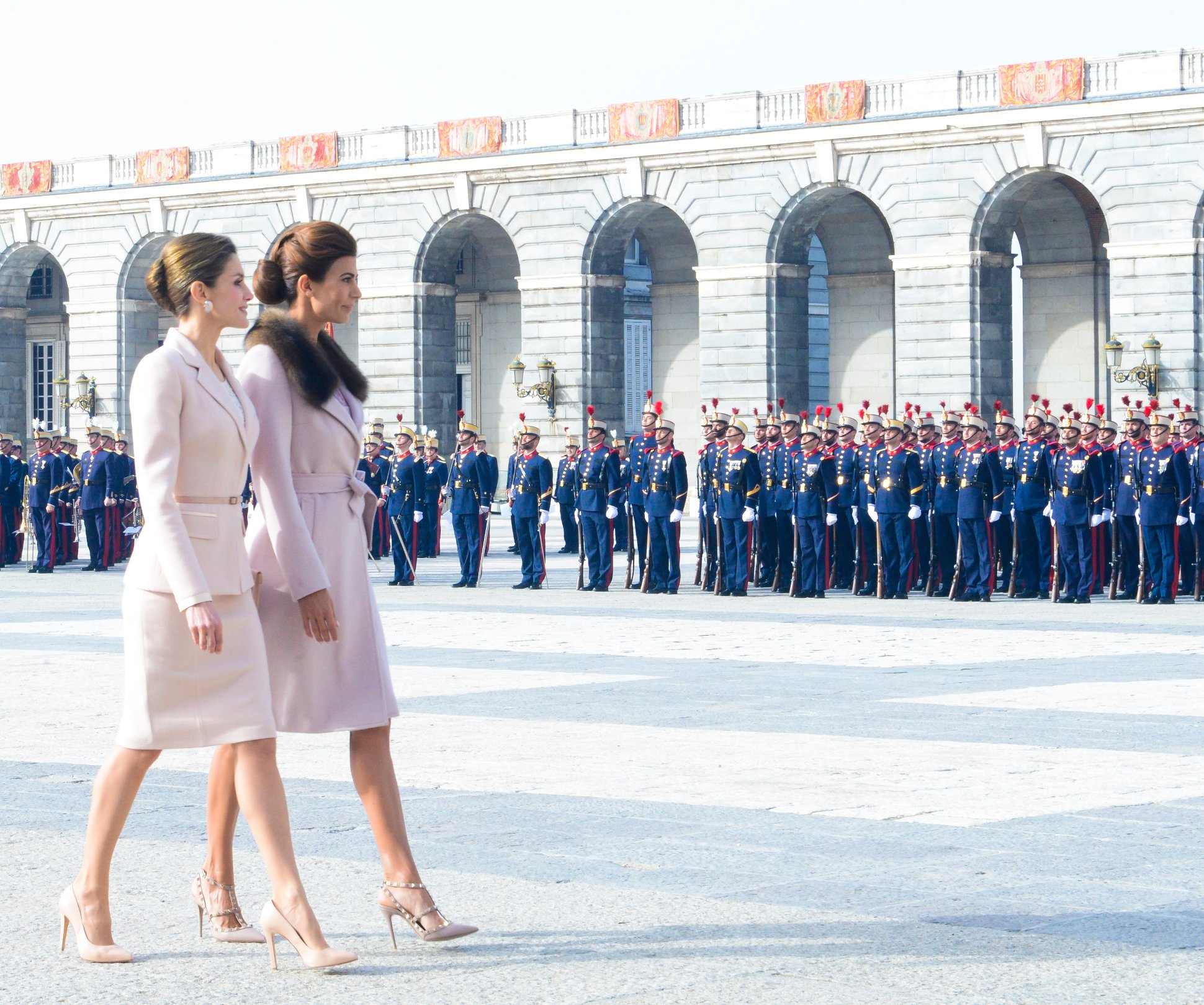
Junto a Letizia, reina consorte de España, en febrero de 2017.

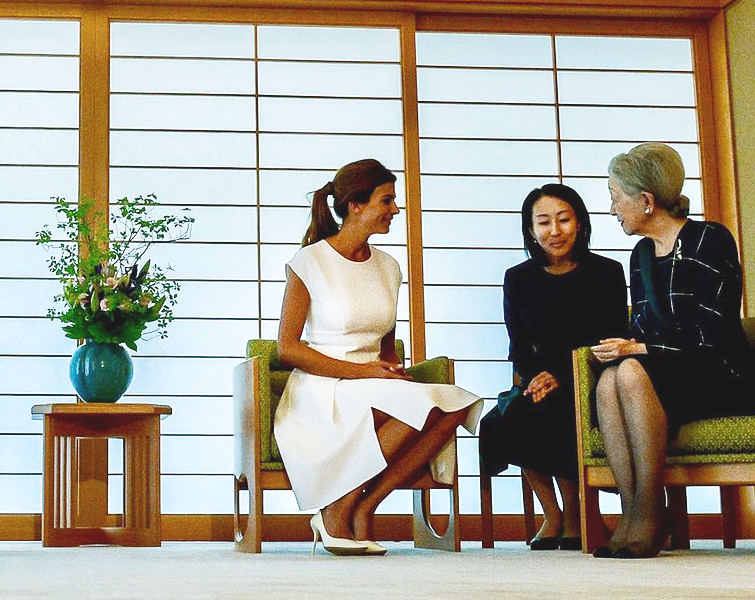
La primera dama Juliana Awada con la emperatriz de Japón, Michiko.

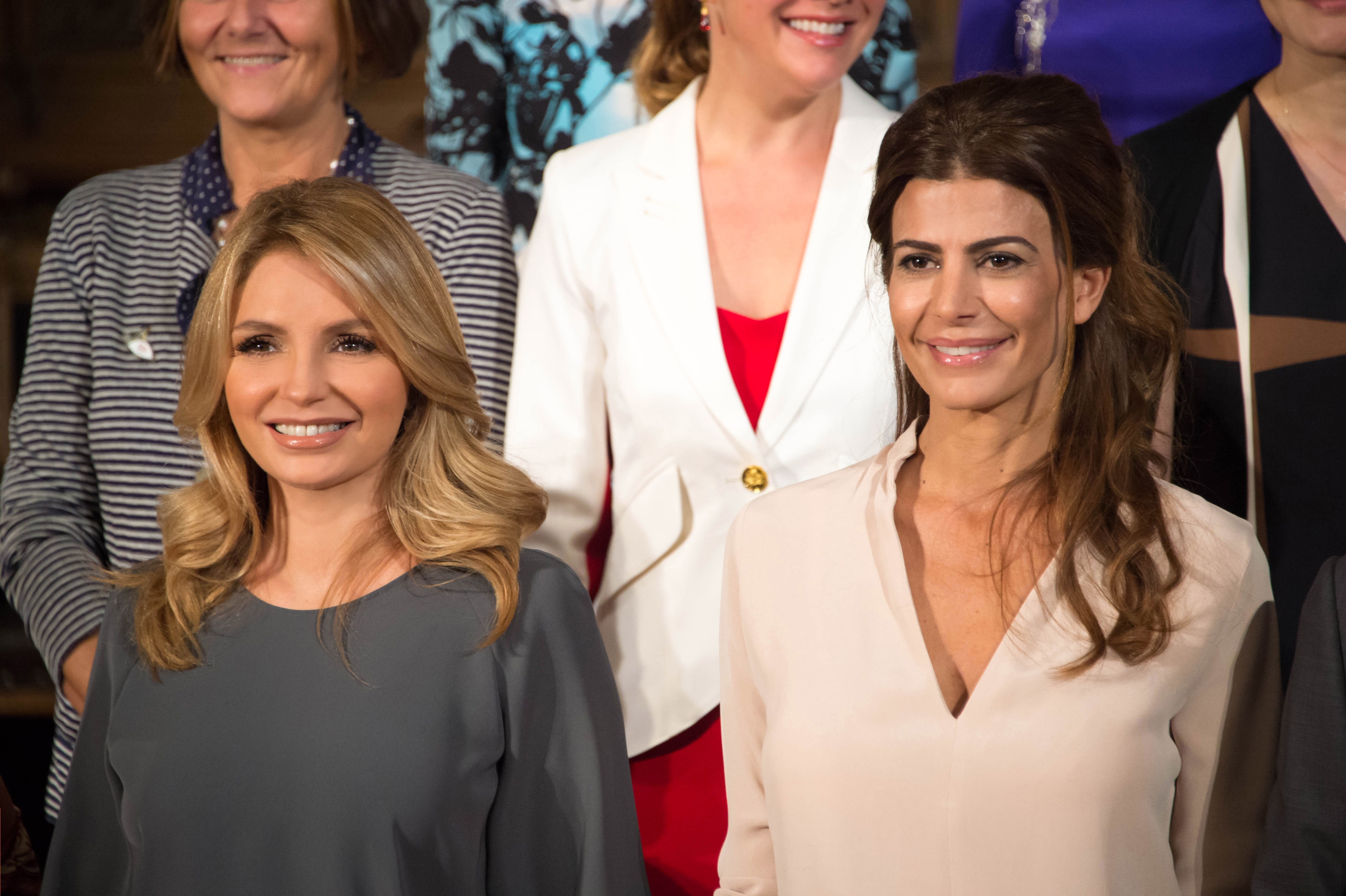
Awada y la primera dama de México, Angélica Rivera, en la Cumbre del G20 de Hamburgo en 2017.

## Distinciones honoríficas
- Dama gran cruz de la Orden de Isabel la Católica (Reino de España, 20 de febrero de 2017).[15]

- Dama gran cruz de la Orden de la Corona (Reino de los Países Bajos, 27 de marzo de 2017).[16]

- Dama gran cruz de la Orden al Mérito de la República Italiana (República Italiana, 2 de mayo de 2017.[17]

- Dama gran cruz de la Real Orden del Mérito de Noruega (Reino de Noruega, 6 de marzo de 2018).[18]